# Patámbaro, Tuxpan
Patámbaro är en ort i Mexiko.   Den ligger i kommunen Tuxpan och delstaten Michoacán de Ocampo, i den södra delen av landet, 150 km väster om huvudstaden Mexico City. Patámbaro ligger 1 854 meter över havet och antalet invånare är 127.
Terrängen runt Patámbaro är lite bergig. Runt Patámbaro är det ganska tätbefolkat, med 139 invånare per kvadratkilometer. Närmaste större samhälle är Heróica Zitácuaro, 18,4 km sydost om Patámbaro. I omgivningarna runt Patámbaro växer huvudsakligen savannskog.